# Otakar Frankenberger
Otakar Frankenberger (19. února 1852 Vysočany u Prahy – 16. dubna 1915 Praha-Nové Město) byl český lékař, otorhinolaryngolog, vysokoškolský profesor, odborný autor a pedagog, spoluzakladatel oboru otorhinolaryngologie v českých zemích.

## Život

### Mládí a praxe
Narodil se ve Vysočanech, pozdější součásti nedaleké Prahy do rodiny lékaře Jana Frankenbergera a jeho manželky Albiny. Po vychození obecné školy a gymnázia vystudoval Lékařskou fakultu Karlo-Ferdinandovy univerzity v Praze. Odpromoval roku 1876, poté nastoupil jako asistent Patologicko-anatomického ústavu prof. Edwina Klebse. Během vojenské invaze a okupace Bosny a Hercegoviny Rakouskem-Uherskem v letech 1878–1879 zde působil jako vojenský lékař, po návratu byl v letech 1880–1886 byl zaměstnán jako lékař Vojtěšské hutě v Kladně, v letech 1886–1891 působil jako panský lékař v Měšicích u Prahy. Poté se vrátil do Prahy, nastoupil do zdejší Všeobecné nemocnice.

### Otorhinolaryngologie
Pokračoval v dalším odborném studiu, mj. na univerzitách ve Vídni a Berlíně, se zaměřením na nově se formující obor otorhinolaryngologie. Roku 1895 habilitoval z oborů laryngo-faryngo-rhinologie na české lékařské fakultě Karlo-Ferdinandovy Univerzity a stal se vedoucím rhinolaryngologického ambulatoria na II. lékařské klinice u prof. Emericha Maixnera. V dalších letech byl jmenován profesorem své alma mater, působil také jako soukromý docent otorhinolaryngologie v Praze. Roku 1905 byl přednostou rhinolaryngologického oddělení České dětské nemocnice, následujícího roku se stal přednostou nově založeného Ústavu pro choroby nosní a hrtanové české lékařské fakulty. Zasloužil se na fakultě o vytvoření samostatného oboru ORL. V letech 1901–1904 byl předsedou české sekce Lékařské komory pro Čechy. Roku 1906 se stal spoluzakladatelem odborné české otorhinolaryngologické společnosti.
Vedle lékařské praxe se věnoval také publikování odborných prací zabývajících se mj. hrtanovou tuberkulózou či léčbou ozaeny (chronická rýma). Rovněž vytvářel sociálně-medicínské výzkumy a statistiky úmrtnosti a výskytu nemocí v populaci.

### Úmrtí
Otakar Frankenberger zemřel 16. dubna 1915 v Praze ve věku 63 let následkem zánětu slinivky a plic. Pohřben byl v rodinné hrobce na Olšanských hřbitovech.
Byl dvakrát ženatý. Jeho syn Otakar Frankenberger mladší (1884–1941) se stal právníkem a vojenským historikem, syn Zdeněk (1892–1966) se stal rovněž lékařem. Jeho vnuk Otakar Frankenberger 1911–1998) se rovněž vědecky a publikačně zabýval historií, především českého, vojenství.